# Alissa Jung
Alissa Jung (Münster, 30 giugno 1981) è un'attrice e regista tedesca.

## Biografia
Alissa Jung è nata a Münster, nella Renania Settentrionale-Vestfalia, il 30 giugno 1981. Completa i suoi studi liceali a Lipsia, città di cui il padre, Burkhard Jung, è sindaco dal marzo 2006.
Nel 1998, durante una rappresentazione al Teatro di Lipsia, viene "scoperta" dai produttori della soap opera In aller Freundschaft e scelta per interpretare il ruolo di Alina Heilmann. Interpreta questo ruolo fino al 2001 e lo riprende per una breve riapparizione nel 2005. Dopo aver lasciato il set di In aller Freundschaft nel 2001, interpreta il ruolo di Larissa Körner nella serie televisiva Körner und Köter (2002-2003). È quindi protagonista della soap opera Schmetterlinge im Bauch (Cuori tra le nuvole), dove dal 2006 al 2007 interpreta il ruolo di Nelly Heldmann.
Nel 2011, prima di partire per Haiti per un progetto umanitario, invia un video-provino al regista Giacomo Campiotti e viene scelta per interpretare il ruolo di Maria nella miniserie televisiva Maria di Nazaret.
Negli ultimi anni lavora più spesso nel cinema, dove recita nei film Zweisitzrakete, Open your Eyes e A matter of Life
Nel 2016 consegue la laurea in medicina. La sua tesi era intitolata: La carenza di zinco è associata a sintomi depressivi: risultati dello studio sull'invecchiamento di Berlino II. Inoltre Alissa Jung è la fondatrice di Pen Paper Peace, una ONG che ha l’obiettivo di garantire ai giovani haitiani l'accesso gratuito a un'istruzione di ottimo livello, impegnandosi allo stesso tempo a costruire un ponte tra gli studenti di Haiti e i loro coetanei in Germania e Italia.
Dopo aver diretto alcuni cortometraggi, nel 2025 debutta alla regia con Paternal Leave, presentato al Festival di Berlino 2025.

### Vita privata
È stata legata sentimentalmente dal 1999 al 2007 al conduttore televisivo Jan Hahn, morto nel 2021, da cui ha avuto due figli, Lenius e Julina.
È sposata dal 2018 con l'attore Luca Marinelli, conosciuto sul set della miniserie Maria di Nazaret.

## Filmografia

### Attrice

#### Cinema
- Der erste Engel (2006)
- Zweisitzrakete (2012)
- Open Your Eyes, regia di Marcel Grant (2016)
- A Matter of Life (Das Menschenmögliche), regia di Eva Wolf (2019)

#### Televisione
- In aller Freundschaft – serial TV, 63 puntate (1998-2005)
- Küss mich, Frosch – film TV (2000)
- Besuch aus Bangkok – film TV (2001)
- Körner und Köter – serie TV, 9 episodi (2002-2003)
- Squadra Speciale Colonia (SOKO Köln) – serie TV, 3 episodi (2003-2022)
- Squadra speciale Lipsia (SOKO Leipzig) – serie TV, episodio 4x12 (2003)
- Squadra Speciale Colonia (SOKO Köln) – serie TV, episodio (2003)
- La nostra amica Robbie (Hallo Robbie!) – serie TV, episodio 3x10 (2004)
- Die Rettungsflieger – serie TV, episodio 10x11 (2005)
- Cuori tra le nuvole (Schmetterlinge im Bauch) – serial TV, 119 puntate (2006-2007)
- All'improvviso... Gina (Frühstück mit einer Unbekannten) – film TV (2007)
- Kommissar Stolberg – serie TV, episodio 2x01 (2007)
- SOKO Wismar – serie TV, episodio 4x12 (2007)
- La valle delle rose selvatiche (Im Tal der wilden Rosen) – serie TV, episodio 3x02 (2008)
- Squadra Speciale Cobra 11 – serie TV, episodi 13x11-19x11 (2008-2014)
- Inga Lindström – serie TV, episodi 5x05-13x04 (2008-2016)
- L'isola dell'amore (Griechische Küsse), regia di Felix Dünnemann – film TV (2008)
- Guardia costiera (Küstenwache) – serie TV, episodio 12x27 (2009)
- Tatort – serie TV, episodio 1x753 (2010)
- Rosamunde Pilcher – serie TV, episodio 1x96 (2010)
- Des Kaisers neue Kleider film TV (2010)
- Viva Berlin! – serie TV (2010)
- Belle e gemelle (Im Brautkleid meiner Schwester), regia di Florian Froschmayer – film TV (2012)
- Maria di Nazaret, regia di Giacomo Campiotti – miniserie TV (2012)
- Rosa la wedding planner: Nessuno è perfetto (Einfach Rosa: Die Hochzeitsplanerin), regia di Holger Haase – miniserie TV, puntata 1 (2015)
- Bettys Diagnose – serie TV, episodio 1x06 (2015)
- Der Überfall, regia di Stephan Lacant – miniserie TV (2022)
- Doktor Ballouz – serie TV, episodio 2x04 (2022)

Videogiochi
- Death Stranding 2: On the Beach – videogioco (2025)

### Regista
- Paternal Leave (2025)

### Doppiatrice
- Death Stranding 2: On the Beach – videogioco (2025)

## Doppiatrici italiane
Nelle versioni in italiano delle opere in cui ha recitato, Alissa Jung è stata doppiata da:
- Domitilla D'Amico in Cuori tra le nuvole,[15] Inga Lindstrom - Matrimonio a Hardingsholm
- Benedetta Degli Innocenti in Squadra Speciale Cobra 11, Inga Lindstrom: Le nozze di Greta
- Chiara Gioncardi in Quando il cuore si spezza, Belle e gemelle
- Francesca Manicone in Maria di Nazaret (Maria da giovane)[16]
- Chiara Colizzi in Maria di Nazaret (Maria da adulta)[16]
- Maria Letizia Scifoni in Rosa la wedding planner: Nessuno è perfetto